# Mathilde Leuzinger
Mathilde Leuzinger (* 19. August 1899 in Rapperswil SG; † 4. Dezember 1980 in Altdorf) war eine Schweizer Kinounternehmerin. Ihrem Familienunternehmen Cinema Leuzinger GmbH gehörten mehrere Kinos in der Ost- und Zentralschweiz.

## Leben
Mathilde Leuzinger war die Tochter von Willy Leuzinger, der nach einer Mechanikerlehre als Gastwirt des «Hechts» in Rapperswil zum Kinobesitzer und Kinopionier wurde, und Mathilde, geborene Hofer. Primar- und Sekundarschule besuchte sie in Rapperswil.
Sie heiratete nicht. Am 15. September 1977 erlitt sie einen Schlaganfall.

## Karriere als Kinobetreiberin
Als Jugendliche begleitete Leuzinger am Klavier die Filmprojektionen im Kinematographen-Theater im «Schwanen» in Rapperswil und wirkte 1918 als Filmpianistin in Rüti. Sie übernahm früh Verantwortung im elterlichen Betrieb, verhandelte mit Verleihern, Banken und Behörden, besorgte die gesamte Filmprogrammierung und organisierte die Tourneen des Wanderkinos, das ab 1919 die Nordostschweiz bereiste. In Frauenfeld leitete sie 1928 einen Kino-Neubau.
Nach dem Tod des Vaters 1935 trat sie dessen Nachfolge an und sanierte als Direktorin des Familienbetriebs in kurzer Zeit das verschuldete Unternehmen. Kriegsbedingter Personalmangel, die verstärkte Konkurrenz der Ortskinos und die Heirat ihrer Schwestern Anna und Martha, die bis anhin im Unternehmen mitgearbeitet hatten, führten 1943 zum Verkauf des Wanderkinogeschäfts.
«Fräulein Leuzinger», wie sie genannt wurde, war eine starke Persönlichkeit, die für ihr Verhandlungsgeschick in der Branche respektiert und gefürchtet wurde. Ihren Sälen verschaffte sie Vorspielrechte von bis zu acht Wochen gegenüber den Kinos der umliegenden Ortschaften, und von den programmierten Filmen hatte sie jeden einzelnen gesehen und ausgewählt. Unter ihrer Leitung erfuhr das Unternehmen in der Nachkriegszeit einen grossen Aufschwung. Sie führte ihre Kleinstadtkinos auf dem Niveau grossstädtischer Premierenhäuser und bot für bestimmte Publikumsgruppen wie etwa die italienische Arbeiterschaft Spezialprogramme an.
1947 eröffnete sie ein neues Cinema Leuzinger in Buchs, dem ihre Schwester Martha Strickler-Leuzinger und deren Ehemann Eugen Strickler vorstanden. Nach dem Umbau des Schloss-Cinemas in Rapperswil 1949 folgten 1952 bzw. 1963 die Neubauten der Cinemas Leuzinger an der Oberen Bahnhofstrasse in Rapperswil und in Altdorf, wobei Letzteres nach den Wünschen und Vorstellungen der Bauherrin entworfen worden war.
Nach ihrem Schlaganfall 1977 ging die Geschäftsleitung an ihren Schwager Eugen Strickler und nach dessen Tod an ihre Nichte Marianne Hegi-Strickler über, die seit 2006 Alleininhaberin der Cinema Leuzinger GmbH ist.